# Троттье, Брайан
Бра́йан Джон Троттье́ (англ. Bryan John Trottier; род. 17 июля 1956, Val Marie, Саскачеван) — канадский хоккеист, шестикратный обладатель Кубка Стэнли в составе «Нью-Йорк Айлендерс» и «Питтсбург Пингвинз». В НХЛ отыграл 18 сезонов. Участник матчей на Кубок Вызова 1979 года. Участник Кубка Канады 1981 в составе сборной Канады и Кубка Канады 1984 в составе сборной США. Сразу после окончания карьеры стал помощником тренера в «Питтсбург Пингвинз», а затем в «Колорадо Эвеланш». В сезоне 2002/2003 возглавил «Нью-Йорк Рейнджерс», но из-за плохих результатов был уволен с поста в середине сезона.

## Достижения
- Финалист Кубка Канады 1981
- Бронзовый призёр Кубка Канады 1984

### Награды
- Обладатель приза Колдер Мемориал Трофи: 1976
- Обладатель приза Арт Росс Трофи: 1979
- Обладатель приза Харт Мемориал Трофи: 1979
- Победитель Кубка Стэнли: 1980, 1981, 1982, 1983, 1991, 1992
- Обладатель приза Конн Смайт Трофи: 1980
- Обладатель приза Кинг Клэнси Мемориал Трофи: 1989
- Член Зала хоккейной славы в Торонто: 1997

## Статистика игрока
```
                                            --- Regular Season ---  ---- Playoffs ----
Season   Team                        Lge    GP    G    A  Pts  PIM  GP   G   A Pts PIM
--------------------------------------------------------------------------------------
1971-72  Moose Jaw Canucks           SJHL    0    0    0    0    0  --  --  --  --  --
1972-73  Swift Current Broncos       WCHL   67   16   29   45   10  --  --  --  --  --
1973-74  Swift Current Broncos       WCHL   68   41   71  112   76  13   7   8  15   8
1974-75  Lethbridge Broncos          WCHL   67   46   98  144  103   6   2   5   7  14
1975-76  New York Islanders          NHL    80   32   63   95   21  13   1   7   8   8
1976-77  New York Islanders          NHL    76   30   42   72   34  12   2   8  10   2
1977-78  New York Islanders          NHL    77   46   77  123   46   7   0   3   3   4
1978-79  New York Islanders          NHL    76   47   87  134   50  10   2   4   6  13
1979-80  New York Islanders          NHL    78   42   62  104   68  21  12  17  29  16
1980-81  New York Islanders          NHL    73   31   72  103   74  18  11  18  29  34
1981-82  New York Islanders          NHL    80   50   79  129   88  19   6  23  29  40
1982-83  New York Islanders          NHL    80   34   55   89   68  17   8  12  20  18
1983-84  New York Islanders          NHL    68   40   71  111   59  21   8   6  14  49
1984-85  New York Islanders          NHL    68   28   31   59   47  10   4   2   6   8
1985-86  New York Islanders          NHL    78   37   59   96   72   3   1   1   2   2
1986-87  New York Islanders          NHL    80   23   64   87   50  14   8   5  13  12
1987-88  New York Islanders          NHL    77   30   52   82   48   6   0   0   0  10
1988-89  New York Islanders          NHL    73   17   28   45   44  --  --  --  --  --
1989-90  New York Islanders          NHL    59   13   11   24   29   4   1   0   1   4
1990-91  Pittsburgh Penguins         NHL    52    9   19   28   24  23   3   4   7  49
1991-92  Pittsburgh Penguins         NHL    63   11   18   29   54  21   4   3   7   8
1993-94  Pittsburgh Penguins         NHL    41    4   11   15   36   2   0   0   0   0
---------------------------------------------------------------------------------------
         NHL Totals                       1279  524  901 1425  912 221  71 113 184 277
```

## Статистика тренера
```
Season   Team                  Lge  Type             GP  W   L   T   OTL   Pct   Result 
1993-94  Pittsburgh Penguins   NHL  Assistant Coach
1994-95  Pittsburgh Penguins   NHL  Assistant Coach
1995-96  Pittsburgh Penguins   NHL  Assistant Coach
1996-97  Pittsburgh Penguins   NHL  Assistant Coach
1997-98  Portland Pirates      AHL  Head Coach       80  33  33  12   2  0.500   Lost in round 2
1998-99  Colorado Avalanche    NHL  Assistant Coach
1999-00  Colorado Avalanche    NHL  Assistant Coach
2000-01  Colorado Avalanche    NHL  Assistant Coach
2001-02  Colorado Avalanche    NHL  Assistant Coach
2002-03  New York Rangers      NHL  Head Coach†      54  21  26  6    1  0.454   Out of Playoffs
```